# Zlatý míč 1982
Zlatý míč, cenu pro nejlepšího fotbalistu Evropy dle mezinárodního panelu sportovních novinářů, v roce 1982 získal italský fotbalista Paolo Rossi z Juventusu Turín. Šlo o 27. ročník ankety, organizoval ho časopis France Football a výsledky určili sportovní publicisté z 26 zemí Evropy.

## Pořadí

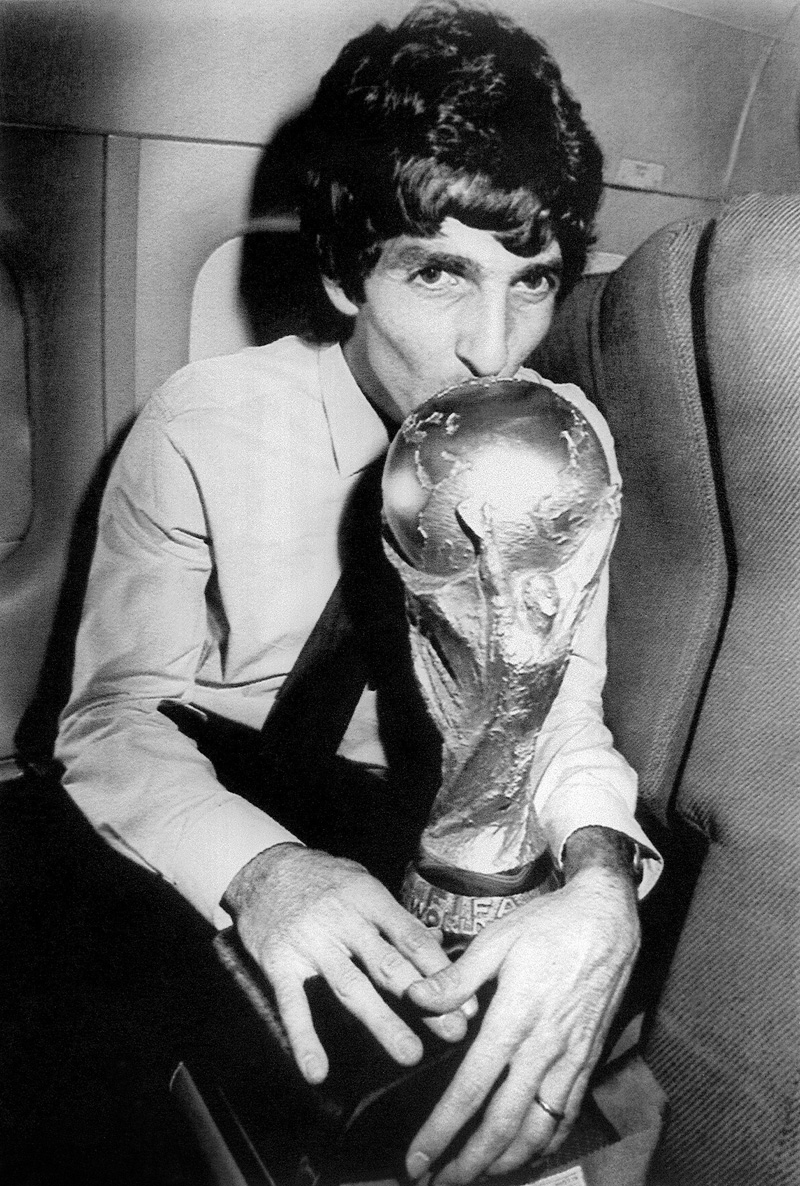
Paolo Rossi mistrem světa

| Pořadí | Jméno                 | Klub                        | Země            | Body |
| ------ | --------------------- | --------------------------- | --------------- | ---- |
| 1      | Paolo Rossi           | Juventus                    | Itálie          | 115  |
| 2      | Alain Giresse         | Bordeaux                    | Francie         | 64   |
| 3      | Zbigniew Boniek       | Widzew Łódź Juventus        | Polsko          | 53   |
| 4      | Karl-Heinz Rummenigge | Bayern Mnichov              | Západní Německo | 51   |
| 5      | Bruno Conti           | AS Řím                      | Itálie          | 48   |
| 6      | Rinat Dasajev         | Spartak Moskva              | Sovětský svaz   | 17   |
| 7      | Pierre Littbarski     | 1. FC Köln                  | Západní Německo | 10   |
| 8      | Dino Zoff             | Juventus                    | Itálie          | 9    |
| 9      | Michel Platini        | Saint-Étienne Juventus      | Francie         | 5    |
| 10     | Bernd Schuster        | Barcelona                   | Západní Německo | 4    |
| 11     | Giancarlo Antognoni   | Fiorentina                  | Itálie          | 3    |
| 12     | Bruno Pezzey          | Eintracht Frankfurt         | Rakousko        | 2    |
| 12     | Gaetano Scirea        | Juventus                    | Itálie          | 2    |
| 12     | Eric Gerets           | Standard Lutych             | Belgie          | 2    |
| 15     | Paul Breitner         | Bayern Mnichov              | Západní Německo | 1    |
| 15     | Torbjörn Nilsson      | IFK Göteborg Kaiserslautern | Švédsko         | 1    |
| 15     | Walter Schachner      | Cesena                      | Rakousko        | 1    |
| 15     | Marco Tardelli        | Juventus                    | Itálie          | 1    |
| 15     | Marius Trésor         | Bordeaux                    | Francie         | 1    |